# かんむり座
かんむり座（かんむりざ、ラテン語: Corona Borealis）は、現代の88星座の1つで、プトレマイオスの48星座の1つ。主要な星が半円の弧を描く北天の小さな星座で、冠をモチーフとしている。紀元前5世紀以前から、酒神ディオニューソスやクレーテーの王女アリアドネーにまつわる冠が星座となったとする言い伝えが存在する、古い歴史を持つ星座である。
θ・β・α・γ・δ・ε・ι の7星が描く半円形のアステリズムには、日本各地で様々な呼称が伝えられている。

## 特徴

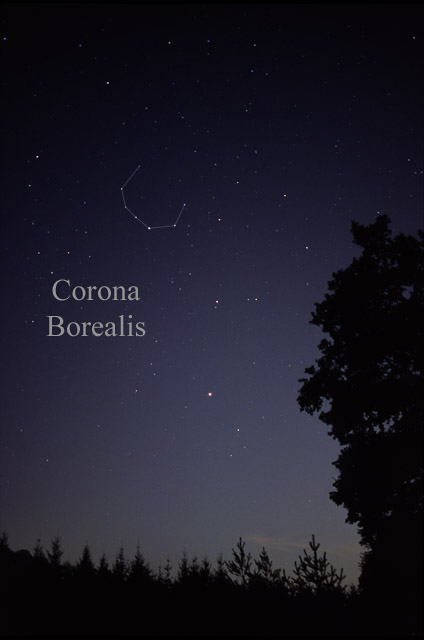
2003年9月17日に撮影されたかんむり座。かんむり座の右にはうしかい座が見える。画像中央下の輝星は1等星アルクトゥールス。

南側でへび座の頭部に接し、東西をヘルクレス座とうしかい座に挟まれた小さな星座である。20時正中は7月中旬頃と、北半球では初夏から盛夏にかけて見頃を迎える。領域の南端でも +25.54° と北のほうに位置しているため、南極圏からはほとんど見ることができない。

## 由来と歴史
古代ギリシャでは、半円形を描くかんむり座の星群を冠やリースに見立てており、紀元前5世紀前半のレロス島の神話学者レロスのペレキュデースや紀元前5世紀頃のケオス島の抒情詩人バッキュリデースの著作には、クレーテーの王女アリアドネーに贈られた冠が星座とされたとする話が書かれていたとされる。紀元前4世紀の古代ギリシアの天文学者クニドスのエウドクソスの著書『パイノメナ (古希: Φαινόμενα)』に記された星座のリストにもその名前が上がっており、そのエウドクソスの著述を元に詩作されたとされる紀元前3世紀前半のマケドニアの詩人アラートスの詩篇『パイノメナ (古希: Φαινόμενα)』では「冠」や「リース」を意味する Στέφανος (Stephanos) という名称で登場する。この Στέφανος という名称は、帝政ローマ期2世紀頃のクラウディオス・プトレマイオスの天文書『ヘー・メガレー・スュンタクスィス・テース・アストロノミアース (古希: ἡ Μεγάλη Σύνταξις τῆς Ἀστρονομίας)』、いわゆる『アルマゲスト』に至るまで、古代ギリシア・ローマ期を通じて使われ続けた。

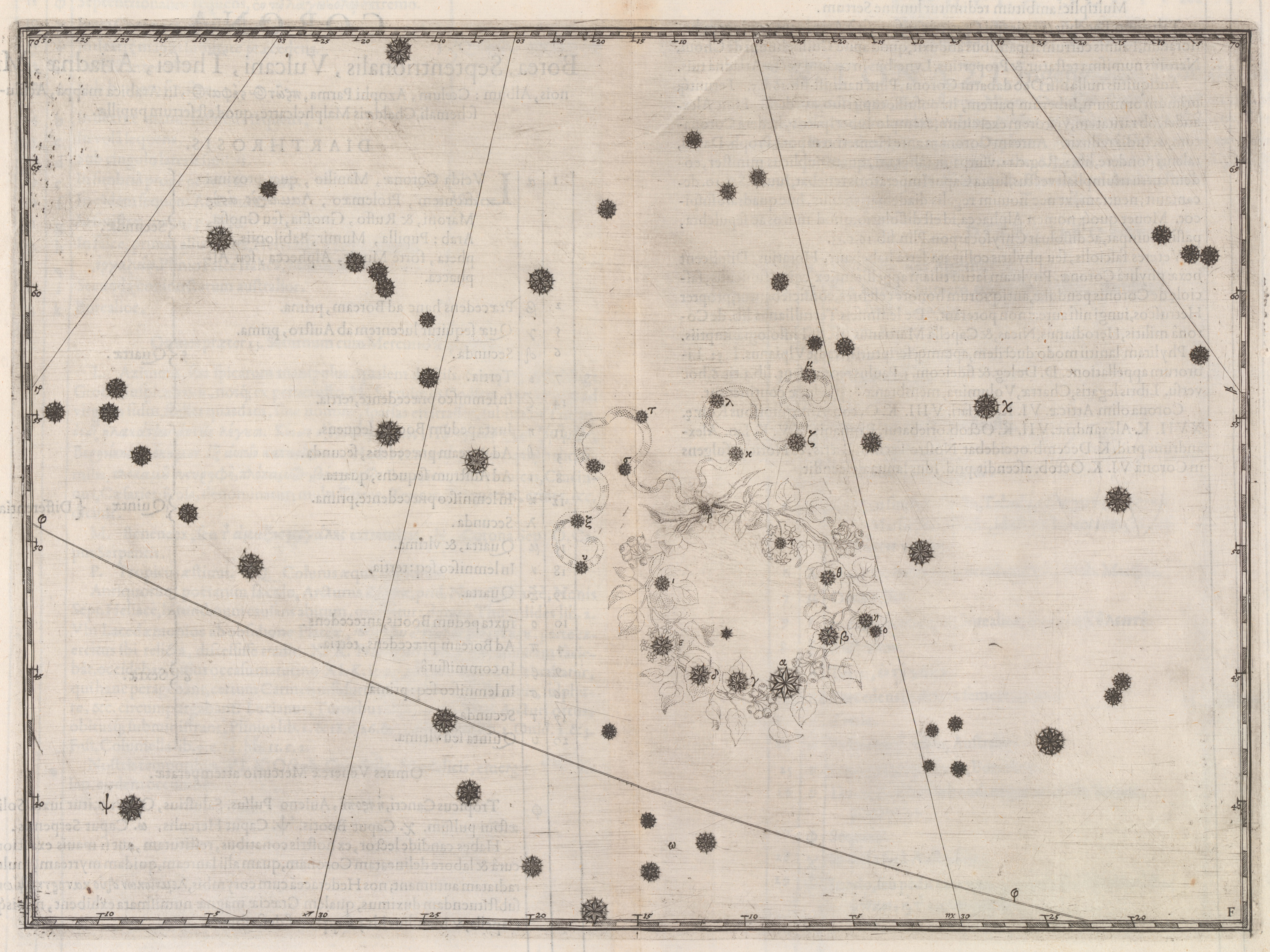
ヨハン・バイエル『ウラノメトリア』(1603) に描かれたかんむり座 (Corona Borealis)。バイエルは冠ではなくリースの星座絵を描いている。

モチーフとされた冠は、一般に古代ギリシア・ローマの伝承に登場するクレーテー王ミーノースの娘アリアドネーのものとされる。紀元前3世紀後半の天文学者エラトステネースは、天文書『カタステリスモイ (古希: Καταστερισμοί)』の Στέφανος の節の中で、この冠をアリアドネーのものとした上で「ライオンの尾の下にある髪の束もアリアドネーの髪である」と伝えている。また、1世紀初頭の古代ローマの著作家ガイウス・ユリウス・ヒュギーヌスは、著書『天文詩 (羅: De Astronomica)』の中で、アリアドネーの冠とする伝承とは別に、酒神ディオニューソスの冠とする伝承も伝えている。

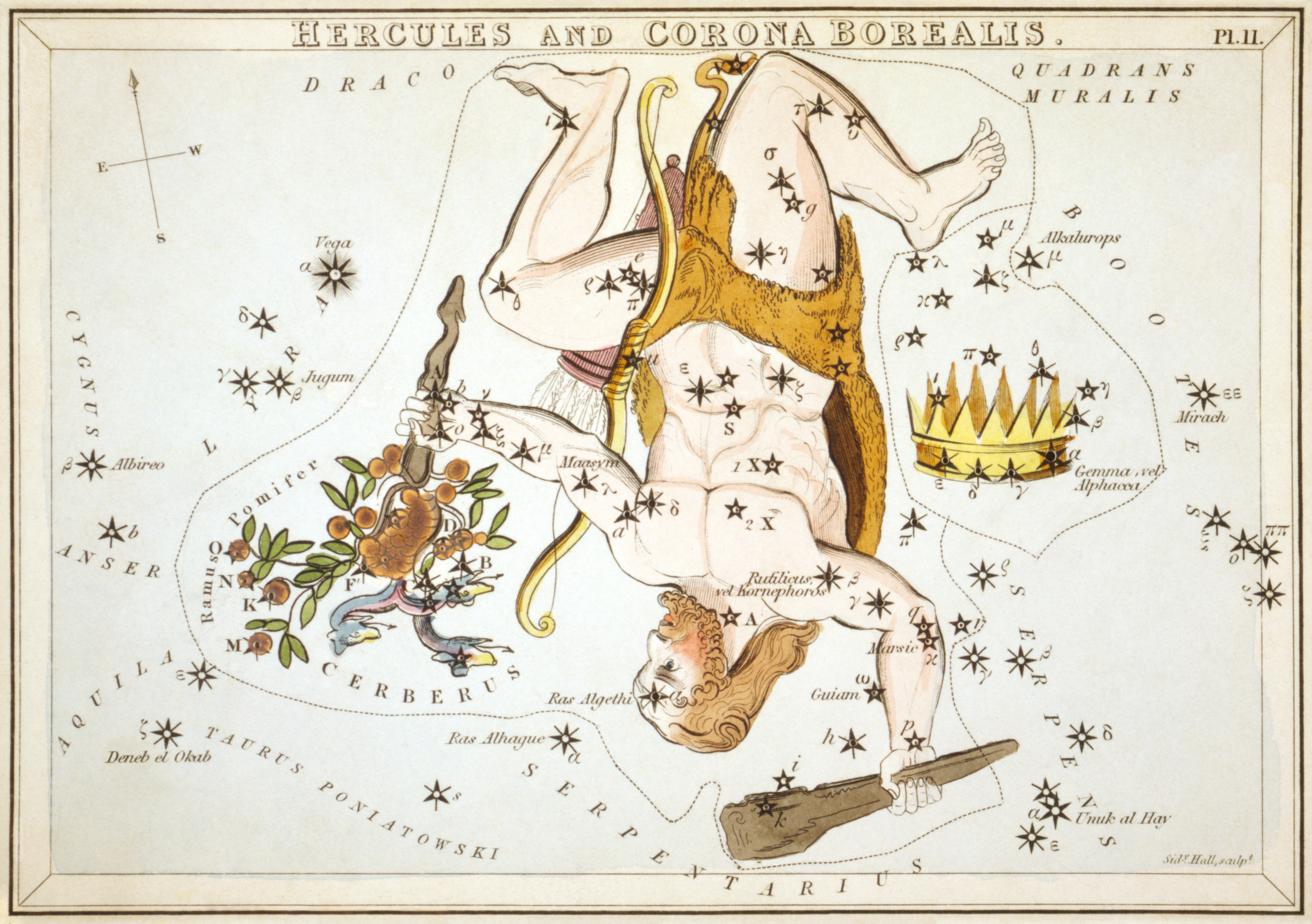
星図カード集『ウラニアの鏡』（1824年）に描かれたヘルクレス座（中央）とかんむり座（右）

この星座に属する星の数について、エラトステネースは9個、ヒュギーヌスとプトレマイオスは8個とした。これらより大きく時代を下った17世紀初頭のドイツの法律家ヨハン・バイエルは、1603年に刊行した星図『ウラノメトリア』で、α から υ までのギリシャ文字20文字を用いて20個の星に符号を付した。
1922年5月にローマで開催された国際天文学連合 (IAU) の設立総会で現行の88星座が定められた際にそのうちの1つとして選定され、星座名は Corona Borealis、略称 CrB と正式に定められた。

### 中東
紀元前500年頃に製作された天文に関する粘土板文書『ムル・アピン (MUL.APIN)』では、現在のかんむり座の星々は「エンリルの道」と呼ばれる33個の星座のグループに組み込まれていたとされる。このエンリルの道の中でどの星座に充てられていたかについては研究者によって意見が分かれており、Hermann Hunger と David Edwin Pingree の共著『MUL.APIN: An Astronomical Compendium in Cuneiform』では「尊厳の星」を意味する Mul Bal-teš-a に、Gavin White の『Babylonian Star-lore. An Illustrated Guide to the Star-lore and Constellations of Ancient Babylonia』では「立てる神々」を意味する Mul Dingir Gub-ba-meš に比定されている。
のちにギリシアの星座がアラビア世界に伝わった際には、冠ではなく円形の皿やゴブレットのように描かれた。

### 中国
ドイツ人宣教師イグナーツ・ケーグラー（戴進賢）らが編纂し、清朝乾隆帝治世の1752年に完成・奏進された星表『欽定儀象考成』では、かんむり座の星は、三垣の1つ「天市垣」に配されていたとされる。ξ がヘルクレス座の8星とともに天の秩序と調和を表す星官「天紀」に、π・θ・β・α・γ・δ・ε・ι・ρ の9星が銅銭をひとまとめにする紐を表す星官「貫索」に、それぞれ配された。

## 神話
古代ギリシア・ローマ期から伝わるかんむり座の起源を伝える伝承には、クレーテーの王女アリアドネーの冠とするものと、酒神ディオニューソスの冠とするものの、大きく分けて2つの潮流がある。
アリアドネーの冠とする伝承
紀元前5世紀前半のギリシアの神話学者レロスのペレキュデースは、この冠はディオニューソスがアリアドネーを妻として迎える際に贈った黄金の冠で、神々がディオニューソスへの好意として天に据えたものである、とした。アラートスの『パイノメナ』では、アリアドネーの死を嘆いたディオニューソスが形見である彼女の冠を天に置いたものであるとしている。エラトステネースの『カタステリスモイ』では2つの説が語られている。1つは、ディーア島で催されたディオニューソスとアリアドネーの結婚式の際に、美神アプロディーテーと季節の女神ホーラーたちからアリアドネーに贈られた冠であるとする説で、この冠を誰の目にも見えるようにしたかったディオニューソスが星座の間に置いた、とする説である。もう一方の説では、アリアドネーを誘惑するためにミーノースを訪れたディオニューソスがアリアドネーに贈ったとされる。この説の冠は、鍛冶の神ヘーパイストスの手により燃えるような黄金とインド産の宝石から作られた冠であったとされた。牛頭人身の怪物ミーノータウロス討伐で知られる英雄テーセウスはこの光り輝く冠をアリアドネーから借り受けたおかげでラビュリントスから脱出できたとされ、のちにテーセウスとアリアドネーがナクソス島を訪れた際に神々の賛同の下二人の愛の証として星座の中に置かれることとなった、とされている。この後者の説ではテーセウスがアリアドネーを見捨てなかったこととなっている。
ヒュギーヌスは著書『天文詩』の中で、テーセウスが海の女神テーテュースあるいはアムピトリーテーから授かった冠であるとする伝承を紹介している。ヒュギーヌスはその後の出来事についてはほとんど述べておらず、テーセウスが冠をアリアドネーに与え、彼女の死後にディオニューソスがそれを天に置いたことだけを示している。またこの伝承では、現在ヘルクレス座とされる「エンゴナシン (Ἐνγόνασιν, Engonasin)」はヘーラクレースではなくテーセウスが星座となったものとされている。
ディオニューソスの冠とする伝承
アラートスの『パイノメナ』に付けられた欄外古註では、ディオニューソスのツタの葉の冠を置いたものであるとされた。またヒュギーヌスは『天文詩』の中で、ペロポネソス半島のアルゴリスに伝わる話として、この冠はディオニューソスがアプロディーテーから贈られたもので、彼が母のセメレーを冥界から連れ戻した際に母の名前が永遠に記念されるように空に置いたものだ、とする伝承も伝えている。

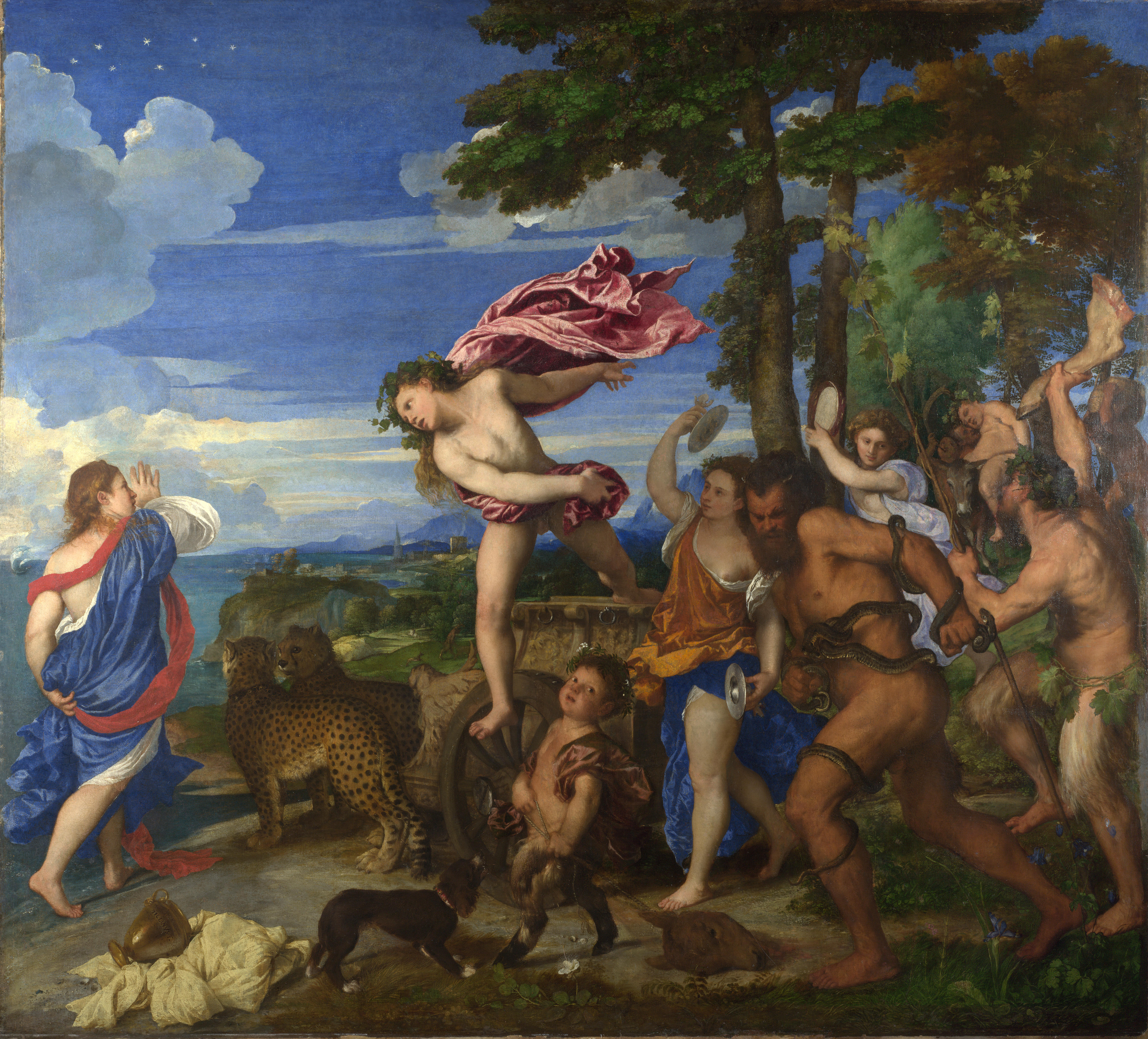
16世紀イタリアの画家ティツィアーノ・ヴェチェッリオの名画『バッカスとアリアドネ』。左上に描かれているかんむり座は、現実の星座とは星の並びが全く異なる。

21世紀現在かんむり座の神話としてよく知られる物語は、紀元前1世紀頃の古代ローマの詩人オウィディウスによるものである。クレーテーの王ミーノースは、工匠ダイダロスに命じて大迷宮ラビュリントスを作らせ、妻パーシパエーが産んだ牛頭人体の怪物ミーノータウロスを閉じ込めていた。この怪物には、9年に一度男女を人身御供が捧げられることとなり、クレーテーの支配下にあったアテーナイから既に二度の人身御供が生贄とされていた。アテーナイの王子テーセウスは三度目の人身御供の一人としてラビュリントスに入り、ミーノータウロスを退治した。このときテーセウスは、彼に恋したミーノースの娘の王女アリアドネーの助力を得て、あらかじめ通路に引いておいた糸を手繰っていくことで大迷宮から脱出することができた。迷宮を脱出したのち、テーセウスはアリアドネーを連れてクレーテー島を離れたが、途中立ち寄ったナクソス島で残酷にも彼女を岸に置き去りにした。テーセウスに捨てられたことを知ったアリアドネーが嘆き悲しんでいると、酒神ディオニューソスが救いの手を差し伸べた。ディオニューソスがアリアドネーの冠を取って天に投げ上げると、冠の宝石は星となって輝き、冠はその形を留めたままヘルクレス座とへびつかい座の間に収まった、としている。

## 呼称と方言
世界で共通して使用されるラテン語の学名は Corona Borealis、日本語の学術用語としては「かんむり」とそれぞれ正式に定められている。ラテン語での学名は「北の冠」という意味で、南天のみなみのかんむり座 (Corona Australis) と対を成している。現代の中国でも「北の冠」を意味する北冕座と呼ばれている。
明治初期の1874年（明治7年）に文部省より出版された関藤成緒の天文書『星学捷径』で「コロナ、ボレアリス」という読みと「北方ノ王冠」という解説が紹介された。また、1879年（明治12年）にノーマン・ロッキャーの著書『Elements of Astronomy』を訳して刊行された『洛氏天文学』上巻では「コロナボレーリス（北冠）」と紹介され、下巻では「北冠宿」として解説された。これらから30年ほど時代を下った明治後期でも「北冠」と呼ばれていたことが、1908年（明治41年）7月に刊行された日本天文学会の会報『天文月報』の第1巻1号に掲載された「四月の天」と題した記事で確認できる。
このように当初は「北冠」と呼ばれていた Corona Borealis だったが、1922年（大正11年）末から1923年（大正12年）にかけて「冠」へと呼称が変更された。この呼称の変化は、当時の『天文月報』の関連記事の表記が「北冠」から「冠」へと徐々に変わっていったことでも確認できる。この訳名は、東京天文台の編集により1925年（大正14年）に初版が刊行された『理科年表』にも「冠（かんむり）」として引き継がれ、1944年（昭和19年）に天文学用語が見直しされた際も変わらず「冠（かんむり）」とされた。戦後の1952年（昭和27年）7月に日本天文学会が「星座名はひらがなまたはカタカナで表記する」とした際に「かんむり」と表記が定まり、以降もこの呼称が継続して用いられている。
これに対して、天文同好会の山本一清らは異なる訳語を充てた。天文同好会の編集により1928年（昭和3年）4月に刊行された『天文年鑑』第1号では、Corona Borealis に対して「かんむり（冠）」としていたが、1931年（昭和6年）刊行の第4号からは訳語を「北かんむり」と変更し、以降の号でもこの表記が継続して用いられた。

### 方言
かんむり座の半円形の星の並びに対して、日本各地で様々な呼称が伝えられている。
半円形の星の並びをかまどや釜に見立てた呼称が各地に伝わっている。かまどに見立てた呼称としては、奈良県添上郡治道村（現・大和郡山市）や山辺郡丹波市町（現・天理市）の「クドボシ（竈星）」、富山県西礪波郡福光町（現・南砺市）の「オクドサン（お竈さん）」、富山県富山市・兵庫県川辺郡小浜村（現・宝塚市）の「ヘッツイボシ（竈星）」、富山県射水郡大島町（現・射水市）の「シッツイボシ（竈星）」、奈良県磯城郡三輪町の「コウジンボシ（荒神星）」、広島地方の「チョウジャノカマド（長者の竈）」、明石地方の「ヂゴクノカマド（地獄の竈）」などがある。姫路市書写山ふもと付近には「ヘッツイボシ」「コウジンボシ」のほか「ナナツヘッツイサン（七つ竈さん）」という呼称が伝わっていた。釜に見立てた呼称としては、静岡県浜名郡の「カマノクチ（釜の口）」、富山県射水郡大島町の「オカマボシ（お釜星）」、姫路市的形の「ジゴクノカマ（地獄の釜）」、姫路市今宿の「カマイリボシ（釜煎り星）」、姫路市書写山ふもとの「オニノカマ（鬼の釜）」、岡山県浅口郡六条院町（現・浅口市）の「オニノオカマ（鬼のお釜）」、兵庫県三木市の「ジゴクゴクラクノホシ（地獄極楽の星）」、姫路市木場の「センドノカマ（先途の釜）」などがある。
このほか、生活道具に見立てた呼称として、静岡県榛原郡白羽村砂原（現・御前崎市）の「キンチャコボシ（巾着星）」、徳島地方・富山県高岡市の「カラカサボシ（唐傘星）」などがある。農漁業に関連した呼称として、千葉県君津郡根形村の「ミボシ（箕星）」、秋田県由利郡象潟町塩越の「タワラボシ（俵星）」、香川県小豆郡小豆島町田浦の「アミタテボシ（網立て星）」、石川県珠洲郡宝立町（現・珠洲市）の「カゴボシ（籠星）」などがある。娯楽や年中行事に関連した呼称としては、静岡県庵原郡両河内村（現・静岡市）の「ドヒョーボシ（土俵星）」、姫路市北条の「スモウトリボシ（相撲取り星）」、熊本県飽託郡池上村高橋・熊本県宇土地方・新潟県佐渡郡河崎村大川（現・佐渡市）・富山県小矢部市・射水郡下村（現・射水市）の「タイコボシ（太鼓星）」、島根県浜田市の「セックノキリモチ（節句の切り餅）」、広島県呉市吉浦の「オドリコボシ（踊り子星）」などがある。
他にも、星の並びを数珠に見立てた富山県射水郡下村の「ジュズ（数珠）」、静岡市足久保の「ジュズボシ（数珠星）」や、土砂が崩れ落ちるのを防ぐために井戸の周囲に設けた「井戸側」に見立てた愛知県幡豆郡の「イドバタボシ（井戸端星）」、車輪に見立てた
大分県下毛郡中津町（現・中津市）・福岡県八幡市（現・北九州市）・兵庫県神崎郡・宍粟郡安富町富栖（現・姫路市）・富山県高岡市・射水郡下村の「クルマボシ（車星）」、馬の蹄に見立てた京都府何鹿郡山家村の「ヒズメノホシ」、姫路市北原の「ウマノツメアト（馬の蹄跡）」、車座に座った人に見立てた福岡県築上郡吉富町の「クルマザボシ（車座星）」、虹に見立てた愛媛県伊予郡の「ニジボシ（虹星）」などの呼称が伝わっている。

## 主な天体

### 恒星
2024年2月現在、国際天文学連合 (IAU) によって4個の恒星に固有名が認証されている。
- α星：太陽系から約75.0 光年の距離にある、見かけの明るさ2.24 等の分光連星で、かんむり座で最も明るい恒星[46]。変光星としてはアルゴル型の食変光星に分類されており、約17.36 日の周期で2.21 等から2.32 等の範囲で明るさを変える[47]。2016年7月にアラビア語で「欠けたもの」を意味する言葉に由来する[48]「アルフェッカ[49](Alphecca[45])」という固有名が認証されている。また、ラテン語で「宝石」を意味する言葉に由来する「ゲンマ(Gemma)」とも呼ばれていた[50]。
- β星：太陽系から約117 光年の距離にある連星系[51]。見かけの明るさ3.68 等でスペクトル型 A5 のA星と、5.20 等で F2 のB星が、互いの共通重心を約10.54 年の周期で公転している[52]。A星は、分光スペクトル中にストロンチウム・クロム・ユウロピウムの吸収線が強く観測されることから、恒星大気の化学組成に異常性が見られる「化学特異星」の「A型特異星 (Ap)」に分類されている[53]。変光星としては、回転変光星の分類の1つ「りょうけん座α2型変光星」に分類されており、約18.487 日の周期で3.65 等から3.72 等の範囲で変光している[54]。A星には、アラビア語で「2つの並び」を意味する言葉に由来する[48]「ヌサカーン[49](Nusakan[45])」という固有名が認証されている。
- HD 145457：太陽系から約442 光年の距離にある、見かけの明るさ6.565 等、スペクトル型 K0III の巨星で、7等星[55]。2010年、佐藤文衛らによるすばる望遠鏡と岡山天体物理観測所の188cm反射望遠鏡を用いた観測から太陽系外惑星が発見された[56]。2019年に開催されたIAUの100周年記念行事「IAU100 NameExoWorlds」で日本に命名権が与えられ、主星は「カムイ[57](Kamuy[45])」、太陽系外惑星は「ちゅら[57](Chura[45])」と命名された[58]。
- XO-1：太陽系から約530 光年の距離にある、見かけの明るさ11.25 等、スペクトル型 G1V のG型主系列星で、11等星[59]。IAUの100周年記念行事「IAU100 NameExoWorlds」でルーマニアに命名権が与えられ、主星は Moldoveanu、太陽系外惑星は Negoiu と命名された[58]。

その他、以下の恒星が知られている。
- ε星：太陽系から約242 光年の距離にある、見かけの明るさ4.13 等、スペクトル型 K2IIIab の巨星で、4等星[60]。2012年に6.7±0.3 MJ（木星質量）の太陽系外惑星が発見されている[61]。
- κ星：太陽系から約98 光年の距離にある、見かけの明るさ4.82 等、スペクトル型 K1IVa の準巨星で、5等星[62]。2007年に1.6 MJの太陽系外惑星が発見されている[63]。
- ο星：太陽系から約274 光年の距離にある、見かけの明るさ5.51 等、スペクトル型 K0III の巨星で、6等星[64]。2012年に1.5 MJの太陽系外惑星が発見されている[65]。
- ρ星：太陽系から約57 光年の距離にある[66]、見かけの明るさ5.412 等[67]、スペクトル型 G0+VaFe-1 のG型主系列星[66]。スペクトル分類や表面温度は太陽に近いが、金属量は太陽の60%弱しかなく、年齢も100億歳前後と太陽よりもはるかに古い星であると考えられている[67]。1997年以降4つの太陽系外惑星が発見されている[68]。
- R星：太陽系から約4,280 光年の距離にある、見かけの明るさ5.71 等、スペクトル型 G0Iep の超巨星で、6等星[69]。1795年にイギリスの天文学者エドワード・ピゴットによって発見された[70][71]。変光星としては爆発型変光星と脈動変光星の両方の特徴を持つ「かんむり座R型変光星 (RCB)」のプロトタイプとされており[72]、6等前後の最大光度から不規則に深い極小期に入り、最大14.8 等まで暗くなる[73]。最大光度では肉眼でも見える明るさとなるため、アメリカ変光星観測者協会 (AAVSO) の「観測しやすい星」のリストにも挙げられている[74]。この型の星は、分光スペクトル中に水素の吸収線がほとんど現れず、中性炭素やC2・CN などの炭素系分子の吸収線が強く現れるという特徴があることから「水素欠乏炭素星」とも呼ばれる[71]。
- T星：太陽系から約2,990 光年の距離にある、スペクトル型 M3IIIe_sh の連星系[75]。共生星 (英: symbiotic star) と呼ばれる、赤色巨星と白色矮星の連星系[75]で、分光スペクトル中に赤色巨星由来の分子吸収線と白色矮星を取り巻く高温ガス由来の輝線が同時に観測されるという特徴がある[76]。1866年5月12日に発見された新星爆発は、既知の星で新星爆発が検出された最初の例となった[77]。それから約80 年後の1946年2月9日（世界時）に再び新星爆発が検出されたことから、再帰新星 (英: recurrent nova, NR) と呼ばれる激変星に分類されており、そのプロトタイプとされている[72]。静穏期の間も回転楕円体変光星 (英: rotating ellipsoidal variable, ELL) に分類される変光が検出されており、227.55 日の周期で明るさを変えている[77]。新星爆発が起こる周期は約80 年と考えられており、次回の新星爆発は2025年6月前後に起こることが予想されていたが、2023年6月に2023年3-4月の減光が1946年の新星爆発前の減光と似ていることから、2024.4±0.3年、すなわち2024年2月から9月の間に次回の新星爆発が起こる可能性が高いとする速報が The Astronomer's Telegram に投稿された[78][79]。
- RR星：太陽系から約964 光年の距離にある、スペクトル型 M3 の変光星[80]。はくちょう座AF星とともにSRB型の半規則型変光星のプロトタイプとされており[72]、約60.8 日の周期で7.3 等から8.2 等の範囲で明るさを変えている[81]。

### 星団・星雲・銀河
かんむり座にはメシエカタログやコールドウェルカタログに該当する天体が1つもないように、小望遠鏡で観測を楽しめるような星団・星雲・銀河がほとんどない。
- かんむり座超銀河団：天の川銀河から約9億6200万 光年[注 4]の距離にある超銀河団[83]。北天で最も際立った超銀河団で、ACO 2019、ACO 2056、ACO 2061、ACO 2065、ACO 2067、ACO 2079、ACO 2089、ACO 2092、ACO 2122、ACO 2124の10個の銀河団から成るとされる[83]。

## 流星群
かんむり座の名前を冠した流星群で、IAUの流星データセンター (IAU Meteor Data Center) で確定された流星群 (Established meteor showers) とされているものは、かんむり座θ流星群 (theta Coronae Borealids, TCB) とかんむり座ξ流星群 (xi Coronae Borealids, XCB) の2つで、いずれも1月中旬頃に極大日を迎える。